# 扎伊德·卡里姆
扎伊德·穆斯塔法·马哈茂德·阿卜杜勒-卡里姆（阿拉伯语：‎，2001年6月19日—），约旦男子跆拳道运动员，2018年夏季青年奥林匹克运动会男子55公斤级铜牌得主、2022年亞洲運動會男子68公斤级银牌得主、2024年夏季奥林匹克运动会男子68公斤级银牌得主。